# 俸培宗
俸培宗（1946年2月—），男，四川成都人，中华人民共和国政治人物。曾任化学工业出版社党委书记、社长。新中国60年百名优秀出版人物。